# 다마커스 비즐리
다마커스 비즐리(DaMarcus Beasley, 1982년 5월 24일 ~ )는 미국의 전 축구 선수로 과거 포지션은 미드필더 겸 수비수였다.

## 같이 보기
- A매치 100경기 이상 출전한 축구 선수 명단